# Xanthorrhoea glauca
Xanthorrhoea glauca là một loài thực vật có hoa trong họ Thích diệp thụ. Loài này được D.J.Bedford miêu tả khoa học đầu tiên năm 1986.